# Allocasuarina fibrosa
Allocasuarina fibrosa är en tvåhjärtbladig växtart som först beskrevs av Charles Austin Gardner, och fick sitt nu gällande namn av Lawrence Alexander Sidney Johnson. Allocasuarina fibrosa ingår i släktet Allocasuarina och familjen Casuarinaceae. Inga underarter finns listade i Catalogue of Life.